# Harald
Harald – imię męskie pochodzenia staroangielskiego/nordyckiego.
Znane osoby noszące imię Harald:
- Harald Czudaj (ur. 1963) – niemiecki bobsleista
- Harold James Nicholson
- Haroldo Baptista Pereira (ur. 1922) – piłkarz brazylijski
- Harold Pinter
- Harald Schumacher
- Harold Clayton Urey – amerykański chemik, noblista

Władcy o imieniu Harald:
- Harald Hein (zm. 1080), król Danii
- Harald Klak (ok. 800 – ok. 854), władca Jutlandii
- Harald Pięknowłosy (855–933), król Norwegii
- Harald Sinozęby (911–987), król Danii
- Harald Svensson (?–1018), król Danii
- Harald II Szara Opończa (X wiek), król Norwegii
- Harald III Surowy (ok. 1015–1066), król Norwegii
- Harald IV Gille (zm. 1136), król Norwegii
- Harald V (ur. 1937), król Norwegii